# Pierre-Bénite
Pierre-Bénite è un comune delegato del comune di Oullins-Pierre-Bénite, situato nella metropoli di Lione della regione Alvernia-Rodano-Alpi. In precedenza comune autonomo, il 1º gennaio 2024 si è unito all'ex comune di Oullins per costituire il nuovo comune di Oullins-Pierre-Bénite.

## Società

### Evoluzione demografica
Abitanti censiti

## Amministrazione

### Gemellaggi
- Markkleeberg, dal 1971
- Boville Ernica, dal 2002